# 사천 경백사
사천 경백사(泗川 景白祠)는 대한민국 경상남도 사천시 용현면 온정리에 있는, 1926년 신상·신항·신건 등 3명이 협력해서 세운 사당이다.
1997년 1월 30일 경상남도의 문화재자료 제234호 경백사로 지정되었다가, 2018년 12월 20일 현재의 명칭으로 변경되었다.

## 개요
경백사는 1926년 신상·신항·신건 등 3명이 협력해서 세운 사당이다.
고려의 개국공신인 신숭겸과 그의 후손이자 고려 후기 학자인 신현, 성리학자인 이색, 그리고 벼슬을 탐하지 않고 학문에 전념했던 선비 원천석에게 제사를 지내는 곳이다.
사당 안에는 신숭겸의 영정을 모시고 있고, 해마다 3월에 평산 신씨 문중과 지방의 유학자들이 제사를 지낸다.

## 참고 문헌
- 사천 경백사 - 국가유산청 국가유산포털